# Simandre-sur-Suran
Simandre-sur-Suran és un municipi francès situat al departament de l'Ain i a la regió d'Alvèrnia-Roine-Alps. L'any 2007 tenia 654 habitants.

## Demografia

### Població
El 2007 la població de fet de Simandre-sur-Suran era de 654 persones. Hi havia 255 famílies de les quals 64 eren unipersonals (24 homes vivint sols i 40 dones vivint soles), 84 parelles sense fills, 99 parelles amb fills i 8 famílies monoparentals amb fills.
La població ha evolucionat segons el següent gràfic:
Habitants censats

### Habitatges
El 2007 hi havia 333 habitatges, 257 eren l'habitatge principal de la família, 39 eren segones residències i 37 estaven desocupats. 300 eren cases i 31 eren apartaments. Dels 257 habitatges principals, 185 estaven ocupats pels seus propietaris, 62 estaven llogats i ocupats pels llogaters i 10 estaven cedits a títol gratuït; 3 tenien una cambra, 9 en tenien dues, 19 en tenien tres, 82 en tenien quatre i 144 en tenien cinc o més. 224 habitatges disposaven pel capbaix d'una plaça de pàrquing. A 98 habitatges hi havia un automòbil i a 141 n'hi havia dos o més.

### Piràmide de població
La piràmide de població per edats i sexe el 2009 era:
| Homes | Edats   | Dones |
| ----- | ------- | ----- |
| 0     | 95 o +  | 4     |
| 0     | 90 a 94 | 8     |
| 4     | 85 a 89 | 0     |
| 0     | 80 a 84 | 4     |
| 24    | 75 a 79 | 16    |
| 12    | 70 a 74 | 12    |
| 4     | 65 a 69 | 16    |
| 12    | 60 a 64 | 16    |
| 12    | 55 a 59 | 4     |
| 12    | 50 a 54 | 12    |
| 32    | 45 a 49 | 24    |
| 20    | 40 a 44 | 36    |
| 32    | 35 a 39 | 24    |
| 32    | 30 a 34 | 12    |
| 16    | 25 a 29 | 12    |
| 24    | 20 a 24 | 20    |
| 24    | 15 a 19 | 40    |
| 20    | 10 a 14 | 16    |
| 16    | 5 a 9   | 48    |
| 12    | 0 a 4   | 12    |

## Economia
El 2007 la població en edat de treballar era de 417 persones, 331 eren actives i 86 eren inactives. De les 331 persones actives 314 estaven ocupades (172 homes i 142 dones) i 17 estaven aturades (5 homes i 12 dones). De les 86 persones inactives 37 estaven jubilades, 31 estaven estudiant i 18 estaven classificades com a «altres inactius».

### Ingressos
El 2009 a Simandre-sur-Suran hi havia 255 unitats fiscals que integraven 669 persones, la mediana anual d'ingressos fiscals per persona era de 17.913 €.

### Activitats econòmiques
Dels 22 establiments que hi havia el 2007, 2 eren d'empreses alimentàries, 1 d'una empresa de fabricació de material elèctric, 7 d'empreses de fabricació d'altres productes industrials, 4 d'empreses de construcció, 3 d'empreses de comerç i reparació d'automòbils, 2 d'empreses d'hostatgeria i restauració, 1 d'una empresa financera, 1 d'una empresa immobiliària i 1 d'una empresa de serveis.
Dels 8 establiments de servei als particulars que hi havia el 2009, 2 eren tallers de reparació d'automòbils i de material agrícola, 1 guixaire pintor, 1 fusteria, 1 electricista, 1 empresa de construcció, 1 restaurant i 1 agència immobiliària.
Els 2 establiments comercials que hi havia el 2009 eren botiges de menys de 120 m².
L'any 2000 a Simandre-sur-Suran hi havia 17 explotacions agrícoles que ocupaven un total de 972 hectàrees.

## Equipaments sanitaris i escolars
El 2009 hi havia 2 escoles elementals.

## Poblacions més properes
El següent diagrama mostra les poblacions més properes.